# 역정감구봉수지도
역정감구봉수지도(驛亭感舊奉壽之圖)는 서울특별시 종로구에 있는, 1579년(선조12) 진사시(進士試) 동방 5인의 자제들이 선친의 동방인 정립(鄭雴)을 초대하여 84세 장수 축하 모임을 갖고, 이를 기념하여 만든 계회도 형식의 족자이다. 2019년 6월 7일 서울특별시의 유형문화재 제449호로 지정되었다.

## 지정 사유
1579년(선조12) 진사시(進士試) 동방 5인의 자제들이 선친의 동방인 정립(鄭雴)을 초대하여 84세 장수 축하 모임을 갖고, 이를 기념하여 만든 계회도 형식의 족자이다.
선친들의 동방이 모두 생존한 가운데 열린 계회나 축수연(祝壽宴)은 사례가 있지만, 한 인물의 장수를 축원하여 동방의 자제들이 축하자리를 만들고 기념물로 족자를 제작한 것은 유일하다.
비록 그림의 화격이 높지 않고 보존상태가 양호하지 않으나, 그림과 좌목 이외에 이경엄(李景嚴)이 쓴 발문이 남아 있어 이 모임이 이루어진 배경을 알 수 있다는 점에서 사료적인 가치가 있다.

## 조사보고서
<역정감구봉수지도(驛亭感舊奉壽之圖)>는 1579년(선조 12)의 진사시(進士試)에 입격한 동방(同榜) 5인의 자제들이 발의하여 선친의 동방 가운데 유일하게 생존한 정립(鄭雴)이 나이 84세를 맞이하자 장수를 축하하는 모임을 갖고 만든 기록물이다. 이 모임은 1637년(인조 15)에 있었고, 족자는 1639년(인조 17)에 만든 것으로 확인된다. 족자의 체제는 위로부터 표제(表題), 그림, 발문(跋文), 좌목(座目) 등으로 구성된 조선중기의 계회도(契會圖)의 형식을 따랐다. 발문의 마지막에는 7언시를 썼다.
그림 상단에 적힌 “驛亭感舊奉壽之圖(역정감구봉수지도)”에서 ‘역정(驛亭)’은 역참(驛站) 인근의 누정이라는 뜻이고, ‘감구(感舊)’는 지난 일을 떠올리며 감회에 젖는다는 의미이며, '봉수(奉壽)'는 장수(長壽)를 축원한다는뜻이다. 따라서표제인‘역정감구봉수지도(驛亭感舊奉壽之圖)’는‘역참의 누정에서 옛일을 회상하며 장수를 축원하여 그린 그림’으로 풀이할 수 있다. 여기에서 역참이 있던 곳은 옛 지명으로 증약(增若)이며, 지금의 충북 옥천에 있었던 역참이다. 발문에는 '옛 역산관(古驛山館)'으로 되어 있다.
참석자들의 인적사항을 기록한 좌목에는 동방 5인의 생원시 등수와 품계, 관직, 이름, 字, 생년, 본관 등을 기록하였다. 그리고 칸을 바꾸어 자제들의 이름도 간략히 적어두었다. 좌목의 내용을 표로 정리하면 다음과 같다.
| 동방                      | 자제                               | 동방과의 관계              |
| 정 립(鄭 雴, 1554~1640)   | 정용(鄭墉), 정증(鄭增), 정직(鄭溭) | 손자, 사촌 손자, 육촌 손자 |
| 이호민(李好閔, 1553~1634) | 이경엄(李景嚴)                     | 아들                       |
| 황정즙(黃廷楫, 1555~?)    | 황술(黃述)                         | 아들                       |
| 강 엄(康 儼, 1545~?)      | 강시위(康時違)                     | 아들                       |
| 이시립(李時立, 1548~?)    | 이운길(李雲吉)                     | 아들                       |

이 모임은 좌목에 적힌 동방 5인이 참석한 것은 아니다. 동방 5인의 자제들이 이 모임을 준비하고 족자까지 제작한 주역들이다. 이 모임이 열린 1637년(인조 15)에는 정립 한 사람만이 고령의 나이로 생존해 있었다. 그의 나이가 84세가 되자 동방 5인의 아들과 손자들이 뜻을 모아 장수를 축하하고, 이 족자를 만들어 하나씩 나누어 가진 것이다.
동방 5인의 한 사람인 이호민(李好閔)의 아들 이경엄(李景嚴, 1579~1652)이 발문을 썼다. 발문의 내용을 요약하면 다음과 같다. 이경엄은 돌아가신 아버지[李好閔]의 진사 입격 동기인 정립(鄭雴) 선생이 84세를 맞자 이를 축하하는 뜻으로 발문을 썼고, 발문 뒤에는 7언 시를 써넣었다. 정립은 아들이 없었는지 손자와 4촌 손자, 6촌 손자가 참여했다. 사전에 손자들이 성대한 수작회(壽爵會)를 권하였으나 선생은 이를 사양했다. 이경엄은 자신의 부친을 포함한 동방 5인의 자제들이 함께 어려운 시기를 겪으며 살아왔다고 하며, 돌아가신 선친을 생각하는 마음에 서로위안이 되고자 그 자제들인 황술(黃述), 강시위(康時違), 이운길(李雲吉), 정증(鄭增), 정직(鄭溭), 정용(鄭墉) 등과 함께 정립(鄭雴) 선생을 모시고 증약(增若)의 옛 역산관(驛山館) 누정에서 모임을 갖고 술잔을 올렸다고 썼다.
이경엄이 쓴 발문의 마지막에 '丁丑仲冬二十二日(정축중동이십이일)'이라 날짜를 남겼다. ‘정축(丁丑)’은 1637년(인조 15)이고 ‘중동(仲冬)’은 음력 11월을 가리킨다. 따라서 이 발문을 쓴 것은 1637년 11월 22일이 된다. 그런데, 좌목의 마지막에는 좌목을 쓴 시기를 '己卯七月日(기묘칠월일)'이라 적어놓았다. '기묘(己卯)'는 1639년(인조 17)이다. 즉 모임을 갖고 발문을 쓴 시점은 1637년이고, 좌목을 쓰고 족자를 만든 시기는 기묘년인 1639년으로 파악된다.
족자의 그림과 글은 두꺼운 장지에 붉은색 주선(朱線)으로 표제와 그림, 발문과 좌목의 경계에 칸을 그었고, 좌목에도 가는 주선으로 각 칸을 구획하였다. 화면의 중앙에 누정을 배치하였고 그 안에 일곱 명이 작게 그려져 있다. 위쪽 가운데 앉은 사람이 이 모임의 주인공인 정립(鄭雴)이고, 나머지 좌우로 마주보고 앉은 이들은 자제들 여섯 사람이다. 이때 이경엄은 참석하지 못하고 발문만 쓴 것으로 추정된다. 동방 5인의 자제는 이경엄을 포함하여 모두 7명인데, 6명만 그려진 것은 한 사람이 불참했음을 의미한다. 누정은 언덕 위에 자리 잡았고 좌우에 소나무 한 그루씩이 그려져 있다. 배경에 그린 원산(遠山)은 눈 내린 설산(雪山)을 그리고자 산의 바깥 부분을 여백으로 남기지 않고 담묵(淡墨)으로 처리하였다. 누정의 지붕도 일부분만 기와 골을 그린 것도 눈 내린 상황을 간략히 묘사한 것으로 보인다. 소나무의 묘사는 가지가 아래로 쳐진 포치, 가지의 운필과 수지법(樹枝法)으로 보아 조선중기에 유행한 절파(浙派) 계열의 화법에 가깝다. 화면 좌우에도 언덕과 바위 그리고 나무를 간략히 넣어 그렸다. 필치가 호방한 만큼 묘사가 소략한 편이다. 그림이 간략하여 구체적으로 화풍을 논하기에는 한계가 있다. 이처럼 간략히 그린 것은 여러 장을 그려야 했던 상황 때문일 수 있고, 화가의 기량이 미숙했기 때문으로 볼 수도 있다.
족자는 보존상태가 매우 좋지 않다. 족자의 아래 위 회장(回裝)에는 남색(藍色)의 종이를 대었으나 상회장(上回裝)의 비례가 하회장(下回裝)에 비해 상대적으로 짧은 편이다. 족자의 좌우 변에는 미색의 종이를 대어 장황하였다. 장황 형식은 족자를 만들 당시의 것으로 추측되지만, 하회장에 댄 나무축이 깨끗한 상태여서 원래의 형식이라고 단정할 수 없다. 두루마리로 말려진 상태에서 물기에 젖어 오염된 큰 얼룩 자욱이 반복적으로 드러나 있다. 이외에도 표제, 그림, 발문, 좌목 등 전반적으로 박락과 꺾인 부위 등 손상된 부분이 다수 눈에 띤다. 보존 수리가 시급하다.
<역정감구봉수지도(驛亭感舊奉壽之圖)>는 1579년(선조 12) 진사시(進士試) 동방 5인의 자제들이 선친의 동방인 정립(鄭雴)을 초대하여 84세 장수 축하 모임을 갖고, 이를 기념하여 만든 계회도 형식의 족자이다. 동방 5인의 자제들이 이 모임을 계획하고 진행한 주역들이지만, 좌목에 자신들의 이름을 앞에 쓰지 않고 선친인 동방 5인의 인적사항을 먼저 썼다. 이는 이 동방 5인이 평소 친근한 교유가 있었음을 암시한다. 또한 자제들은 관직에 있는 관리들이 관행적으로 가진 계회와 달리 특별한 사연이 있는 모임이었기에 그 취지에 맞도록 표제를 ‘驛亭感舊奉壽之圖’라고 했다. 선친들의 동방이 모두 생존한 가운데 열린 계회나 축수연(祝壽宴)은 몇몇 사례가 있지만, 한 인물의 장수를 축원하여 동방의 자제들이 축하자리를 만들고 기념물로 족자를 제작한 한 것은 이 경우가 유일하다. 비록 그림의 화격(畫格)이 높지 않고 보존상태가 양호하지 않지만, 그림과 좌목 이외에 이경엄(李景嚴)이 쓴 발문이 남아 있어 이 모임이 이루어진 배경을 알 수 있다는 점에서 사료적인 가치가 있으므로, 시 유형문화재로 지정 가한 것으로 판단된다.

## 참고 문헌
- 역정감구봉수지도 - 국가유산청 국가유산포털